# NGC 2378
NGC 2378 is een hemelobject van twee sterren in het sterrenbeeld Tweelingen. Het hemelobject werd op 8 februari 1878 ontdekt door de Franse astronoom Édouard Jean-Marie Stephan.